# Nicômaco (filho de Aristóteles)
Nicômaco (português brasileiro) ou Nicómaco (português europeu) (em grego:  Νικόμαχος), viveu em c. 325 a.C., era o filho de Aristóteles.
A Suda afirma que era de Estagira, um filósofo, aluno de Teofrasto, e de acordo com Aristipo, seu amante. Ele talvez tenha escrito um comentário sobre as palestras de seu pai em física.  Nicômaco nasceu da escrava Herpilia. Os historiadores acreditam que Ética a Nicômaco seja uma compilação de notas de aulas de Aristóteles, provavelmente foi nomeado depois ou dedicado ao filho de Aristóteles. Diversas autoridades antigas podem ter confundido as obras éticas de Aristóteles com os comentários que Nicômaco escreveu sobre eles. Fontes antigas indicam que Nicômaco morreu em batalha quando ainda era um rapaz.